# Nova Esperança do Sudoeste
Nova Esperança do Sudoeste ist ein brasilianisches Munizip im Südwesten des Bundesstaats Paraná. Es hat 5.597 Einwohner (2022), die sich Novaesperancenser nennen. Seine Fläche beträgt 208 km². Es liegt 551 Meter über dem Meeresspiegel.

## Etymologie
Als die ersten Bewohner kamen, wurde der Ort Rio Lontra genannt, weil dieser Fluss durch den Ort fließt. 
Der Name Nova Esperança wurde von Pater José angeregt, als er um 1953 die erste Hochzeit in diesem Ort feierte. Das Paar war Nicolau Locks und Natália Engels. Die Hochzeit fand in einer aus Holz gezimmerten Kirche statt, und Pater José kam mit dem Jeep von Francisco Beltrão nach Enéas Marques und mit dem Pferd nach Nova Esperança. Während der Zeremonie sprach Pater José: "Jetzt wird Rio Lontra Nova Esperança heißen, was neue Hoffnung für diesen Ort bedeutet".
Endgültig und amtlich wurde der heutige Name Nova Esperança do Sudoeste von Bürgermeister Antônio Carlos Bonetti auf Antrag des damaligen Stadtrats Norberto Goedert festgelegt.

## Geschichte

### Besiedlung
Die Besiedlung von Nova Esperança begann Mitte der 1950er Jahre durch deutsch- und italienischstämmige Einwanderer aus Rio Grande do Sul und Santa Catarina. Sie wurden von der Fruchtbarkeit des Bodens im Südwesten Paranás angezogen. Die ersten namentlich bekannten Siedler waren Gino Viana, João Meurer, Jorge Engels und Theodoro Locks.
Rodolfo Vanderlind und seine Familie waren begeistert von der Fruchtbarkeit des Bodens. Er begann, den Ort Nova Esperança zu nennen. Da er gut katholisch war, stellte er einen Teil seines Hauses zur Verfügung, damit der Rosenkranz gebetet werden konnte. Die erste Messe wurde am 18. Juni 1956 gefeiert, dem Tag, an dem auch die erste Ehe geschlossen wurde.
Im Jahr 1956 wurde eine kleine Holzkirche gebaut, die als Ort für den Sonntagsgottesdienst und als Klassenzimmer diente. Als Schutzpatronin wurde Nossa Senhora do Sagrado Coração (deutsch: Unsere Liebe Frau vom Heiligsten Herzen) gewählt, die am 31. Mai gefeiert wird.

### Erhebung zum Munizip
Nova Esperança do Sudoeste wurde durch das Staatsgesetz Nr. 9915 vom 19. März 1992 aus Enéas Marques ausgegliedert und in den Rang eines Munizips erhoben. Es wurde am 1. Januar 1993 als Munizip installiert.

## Geografie

### Fläche und Lage
Nova Esperança do Sudoeste liegt auf dem Terceiro Planalto Paranaense (der Dritten oder Guarapuava-Hochebene von Paraná). Seine Fläche beträgt 208 km². Es liegt auf einer Höhe von 551 Metern.

### Vegetation
Das Biom von Nova Esperança do Sudoeste ist Mata Atlântica.

### Klima
Das Klima ist gemäßigt warm. Es werden hohe Niederschlagsmengen verzeichnet (1946 mm pro Jahr). Im Jahresdurchschnitt liegt die Temperatur bei 19,6 °C. Die Klimaklassifikation nach Köppen und Geiger lautet Cfa.

### Gewässer
Nova Esperança do Sudoeste liegt im Einzugsgebiet des Iguaçu. Weitere Flüsse im Munizipgebiet und an seinen Grenzen sind:
- Rio Cotegipe
- Rio Gamela
- Rio Jaracatiá
- Rio Lontra
- Rio Mambuca
- Rio Serrinho
- Rio Varanda
- Arroio Água Fria
- Arroio Carneiro
- Arroio Quebra Dente[1]

### Straßen
Nova Esperança do Sudoeste ist über die PR-471 mit Salto do Lontra im Norden und Enéas Marques im Osten verbunden.

### Nachbarmunizipien
| Santa Izabel do Oeste | Salto do Lontra                             |                   |
| Ampére                | Kompassrose, die auf Nachbargemeinden zeigt | Enéas Marques     |
|                       |                                             | Francisco Beltrão |

## Stadtverwaltung
Bürgermeister: Jaime da Silva Stang, PSD (2021–2024)
Vizebürgermeister: Clovis Fernandes, PP (2021–2024)

## Demografie

### Bevölkerungsentwicklung
| Jahr | Einwohner | Stadt | Land |
| ---- | --------- | ----- | ---- |
| 2000 | 5.258     | 23 %  | 77 % |
| 2010 | 5.098     | 34 %  | 66 % |
| 2022 | 5.597     |       |      |

Quelle: IBGE, bis 2010: Volkszählungen und Volkszählung 2022

### Ethnische Zusammensetzung
| Gruppe * | 2000    | 2010    | wer sich als …                                                                   |
| --- | ------- | ------- | -------------------------------------------------------------------------------- |
| Weiße | 84,9 %  | 74,8 %  | weiß bezeichnet                                                                  |
| Schwarze | 0,7 %   | 1,7 %   | schwarz bezeichnet                                                               |
| Gelbe | 0,0 %   | 1,0 %   | von fernöstlicher Herkunft wie japanisch, chinesisch, koreanisch etc. bezeichnet |
| Braune | 14,4 %  | 22,4 %  | braun oder als Mischung aus mehreren Gruppen bezeichnet                          |
| Indigene | 0,1 %   | 0,0 %   | Ureinwohner oder Indio bezeichnet                                                |
| ohne Angabe | 0,0 %   | 0,0 %   |                                                                                  |
| Gesamt | 100,0 % | 100,0 % |                                                                                  |
| *) Das IBGE verwendet für Volkszählungen ausschließlich diese fünf Gruppen. Es verzichtet bewusst auf Erläuterungen. Die Zugehörigkeit wird vom Einwohner selbst festgelegt. |         |         |                                                                                  |

Quelle: IBGE (Stand: 1991, 2000 und 2010)

## Wirtschaft

### Kennzahlen
Mit einem Bruttoinlandsprodukt pro Einwohner von 22.386,84 R$ bzw. rund 5.000 € lag Nova Esperança do Sudoeste 2019 auf dem 309. Platz der 399 Munizipien Paranás.
Sein hoher Index der menschlichen Entwicklung von 0,714 (2010) setzte es auf den 164. Platz der paranaischen Munizipien.